# Minotauria
Genre
Minotauria est un genre d'araignées aranéomorphes de la famille des Dysderidae.

## Distribution
Les espèces de ce genre sont endémiques de Crète en Grèce.

## Liste des espèces
Selon World Spider Catalog (version 15.0, 2014) :
- Minotauria attemsi Kulczyński, 1903
- Minotauria fagei (Kratochvíl, 1970)

## Étymologie
Ce genre est nommé en référence au Minotaure.

## Publication originale
- Kulczyński, 1903 : Aranearum et Opilionum species in insula Creta a comite Dre Carolo Attems collectae. Bulletin international de l'Académie des Sciences de Cracovie, Classe des Sciences Mathématiques et Naturelles, vol. 1903, p. 32-58.